# بل مینا (آلاباما)
بل مینا (به انگلیسی: Belle Mina) یک منطقهٔ مسکونی در ایالات متحده آمریکا است که در شهرستان لایمستون، آلاباما واقع شده‌است. بل مینا ۱۸۳ متر بالاتر از سطح دریا واقع شده‌است.